# Embrasse-moi Maritsa
Pour plus de détails, voir Fiche technique et Distribution.
Embrasse-moi Maritsa (Φίλησέ με Μαρίτσα (Filisé mé Maritsa)) est un film grec réalisé par Dimítrios Gaziádis et sorti en 1931.
Second film « parlant » grec, c'est une comédie musicale « muette » : avec seulement des chansons.

## Synopsis
Maritsa (Mary Sagianou-Katseli) vit dans un petit village avec son oncle qui en est le maire. Elle y trouve la vie pesante. Elle réussit à persuader le fils (Aris Malliagros) d'un riche industriel (Nestor Palmiras) de l'emmener à Athènes puis de l'épouser.

## Fiche technique
- Titre : Embrasse-moi Maritsa
- Titre original : Φίλησέ με Μαρίτσα (Filisé mé Maritsa)
- Réalisation : Dimítrios Gaziádis
- Scénario : Dimitris Bogris
- Direction artistique :
- Décors :
- Costumes :
- Photographie : Dimítrios Gaziádis
- Son :
- Montage :
- Musique : Grigoris Konstantinidis
- Société(s) de production : Dag-Film
- Pays d'origine :  Grèce
- Langue : grec
- Format :  Noir et blanc muet
- Genre : Comédie
- Durée :
- Dates de sortie : 1931

## Distribution
- Mary Sagianou-Katseli
- Angelos Chrysomallis
- Aris Malliagros
- Nestor Palmiras